# Piotr Johansson
Damian Piotr Johansson (Gorlice, 28 febbraio 1995) è un calciatore svedese, difensore del Djurgården.

## Biografia
Nato in Polonia, all'età di un anno si è trasferito in Scania (nel sud della Svezia) dove vivono sua mamma e i suoi tre fratelli, mentre il padre vive in Polonia.

## Carriera

### Club
Ha mosso i primi passi nel mondo del calcio iniziando a giocare da bambino nello Skurups AIF, la squadra della cittadina in cui è cresciuto. All'età di 15 anni è avvenuto il suo ingresso del settore giovanile del Malmö FF.
Al Malmö ha esordito in prima squadra nell'estate del 2014, ottenendo due presenze in campionato e una nel preliminare di Champions League contro i lettoni del Ventspils. Al fine di fargli acquisire maggiore esperienza, nel 2015 la società azzurra lo ha girato in prestito annuale all'Ängelholm, nella seconda serie nazionale, dove è stato impiegato in 22 partite di campionato di cui 19 da titolare. A seguito di questa stagione, Johansson ha sottoscritto un rinnovo triennale con il Malmö FF.
Il giocatore ha iniziato l'Allsvenskan 2016 al Malmö venendo utilizzato in tre partite dall'inizio del torneo fino alla pausa estiva, poi a luglio – alla riapertura della finestra di mercato – è stato nuovamente protagonista di un prestito in uscita, questa volta all'Östersund che militava anch'esso in Allsvenskan. Con la nuova maglia dei rossoneri è stato schierato in 7 partite, 3 da titolare e 4 da subentrante.
In vista della stagione 2017, Johansson ha rescisso consensualmente con il Malmö FF, considerando anche il minutaggio ridotto. Al tempo stesso è tornato a giocare nella seconda serie nazionale, con il trasferimento a titolo definitivo al Gefle e un contratto di tre anni. Qui è rimasto in rosa per l'intera stagione 2017 e per quella successiva, la quale ha visto però la squadra retrocedere in Division 1.
Nonostante alcune voci di mercato che lo accostavano all'IFK Göteborg guidato dal suo ex allenatore al Gefle Poya Asbaghi, all'inizio della stagione 2019 Johansson è stato acquistato dal Kalmar, ritornando così a giocare nel campionato di Allsvenskan. Sin dalla sua prima stagione si è ritagliato un posto da titolare. Al termine della sua terza stagione, nel dicembre 2021, ha lasciato il club andando in scadenza di contratto.
Nel gennaio del 2022 è entrato ufficialmente a far parte del Djurgården, squadra che lo ha ingaggiato a parametro zero con un contratto quadriennale e che sin dalla prima stagione lo ha schierato con regolarità come terzino destro titolare. Ha continuato ad essere perlopiù il terzino destro titolare fino a quando, il 2 giugno 2024, durante il derby perso contro l'Hammarby si è procurato una lesione del legamento crociato anteriore che gli ha fatto concludere anzitempo la stagione.

### Nazionale
Ha giocato nella nazionale svedese Under-17.

## Palmarès

### Club

#### Competizioni nazionali
- Campionato svedese: 1

Malmö FF: 2014